# Vortillon

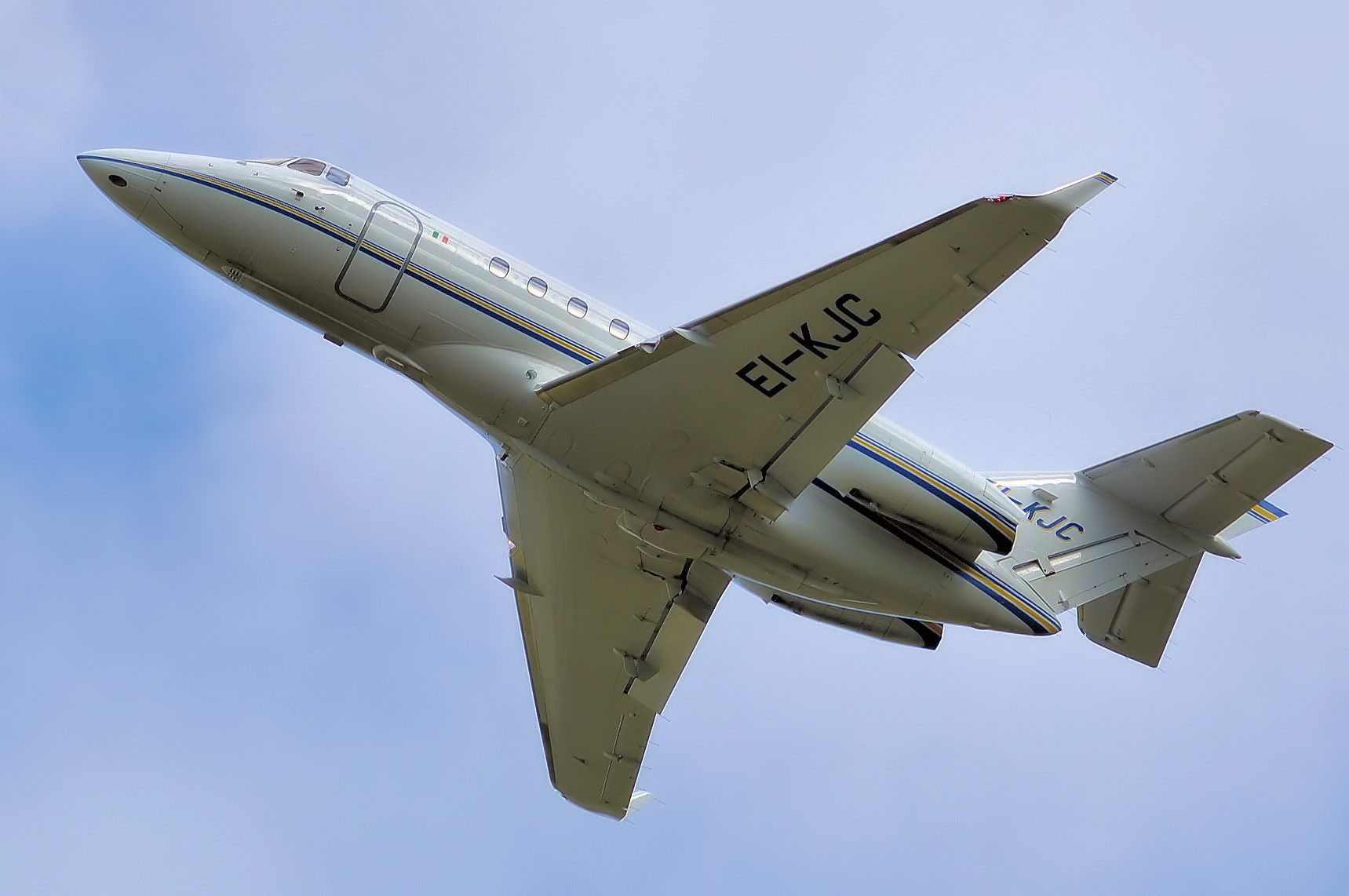
Des vortillons visibles sous le bord d'attaque central des ailes de ce Hawker 850XP.

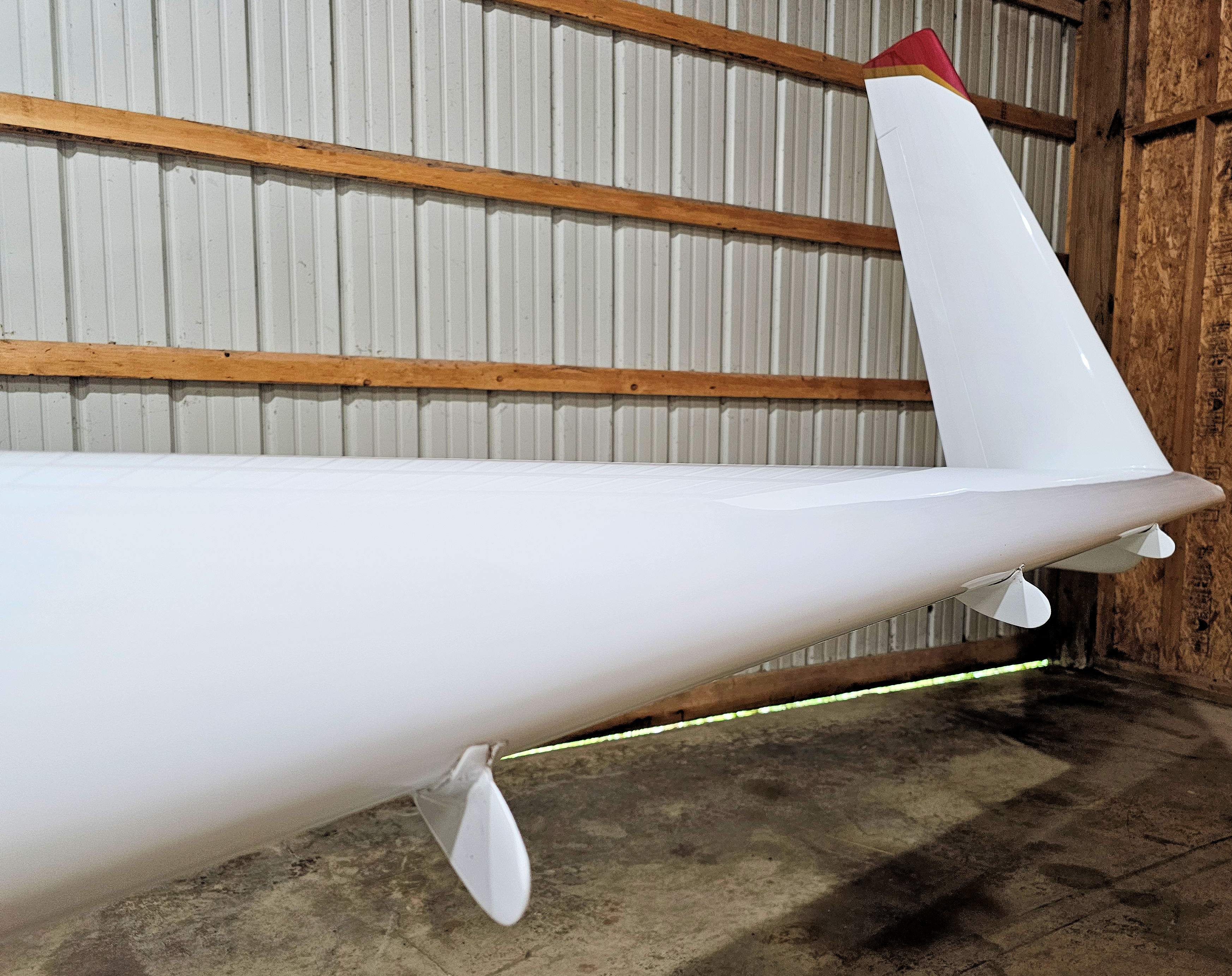
Une vue de trois vortillons sur l'aile d'un avion Cosy MKIV

Un vortillon (de l'anglais vortilon) est un dispositif aérodynamique, fixé sur les ailes des avions, utilisé pour améliorer la maniabilité à faible vitesse,.

## Description
Les vortillons sont constitués d'une ou plusieurs palettes fixées sous l'aile d'avion (intrados) près de son bord d'attaque, alignées avec la direction du vol. Lorsque la vitesse est réduite et que l'avion approche du décrochage, l'écoulement local au niveau du bord d'attaque est dévié vers l'extérieur ; cette composante de vitesse dans le sens de l'envergure autour du vortillon crée un tourbillon autour de la surface supérieure (extrados), qui dynamise la couche limite. Une couche limite plus turbulente retarde à son tour la séparation de l'écoulement local.

## Histoire
Le vortilon a été inventé vers 1966 par des aérodynamiciens du constructeur américain Douglas Aircraft qui avaient précédemment développé les pylônes des moteurs de l'avion de ligne Douglas DC-8. Les pylônes d'origine, qui s'enroulaient autour du bord d'attaque de l'aile, ont dû être réduits pour réduire la traînée de croisière excessive. Des essais en soufflerie du Douglas DC-9, qui n'avait pas de moteurs sous l'aile, ont montré qu'à basse vitesse, à l'approche du décrochage, le montage de pylônes de tailles réduites était bénéfique pour la portance en bout d'aile, le maintien du contrôle en roulis et du moment piqueur de l'empennage. Le pylône fut réduit en taille et dénommé en anglais « vortilon » (abréviation de vortex-generating-pylon, littéralement « pylône générateur de tourbillon »).